# Stanisław Okoniewski (prezes NIK)
Stanisław Roch Okoniewski (ur. 16 sierpnia 1886 w Radomiu, zm. 21 listopada 1966 w Londynie) – podpułkownik audytor Wojska Polskiego, kierownik i prezes Najwyższej Izby Kontroli na Uchodźstwie (1949–1966).

## Życiorys
Członek Organizacji Bojowej PPS. W 1905 roku współorganizował strajk szkolny w Radomiu. W Lublinie organizator Komitetu Wojskowo-Rewolucyjnego, jednocześnie służył w armii carskiej (jako chorąży). W latach 1908–1913 studiował na wydziale prawa uniwersytetu w Kazaniu, następnie odbywał aplikację adwokacką w Radomiu. Podczas I wojny światowej został z rezerwy powołany do armii rosyjskiej, podjął jednocześnie studia na Wojskowej Akademii Prawniczej w Piotrogrodzie (ukończone w 1917). W sierpniu 1918 przeszedł do pracy w sądownictwie powszechnym, został zastępcą sędziego śledczego w Warszawie.
W listopadzie 1918 roku został przyjęty do Wojska Polskiego i przydzielony do korpusu oficerów sądowych, w randze kapitana. Był sędzią śledczym w Sądzie Wojskowym Okręgu Generalnego „Warszawa” w Warszawie, sędzią śledczym ds. specjalnej wagi, referentem kolejno Departamentu Sprawiedliwości Ministerstwa Spraw Wojskowych i Najwyższego Sądu Wojskowego. 6 sierpnia 1920 roku został zatwierdzony w stopniu majora ze starszeństwem z 1 kwietnia 1920 roku. Od 1922 roku pełnił służbę w Wojskowej Kontroli Generalnej, przekształconej następnie w Korpus Kontrolerów. 3 maja 1922 roku został zweryfikowany w stopniu majora ze starszeństwem z 1 czerwca 1919 roku i 17. lokatą w korpusie oficerów sądowych. W 1923 roku pełnił służbę w Grupie I Korpusu Kontrolerów, kierowanej przez płk. dr. Feliksa Maciszewskiego. 31 marca 1924 roku został mianowany podpułkownikiem ze starszeństwem z 1 lipca 1923 roku i 4. lokatą w korpusie oficerów sądowych. W 1928 roku pełnił obowiązki szefa Grupy VIII Korpusu Kontrolerów. W 1930 roku został mianowany zastępcą szefa Korpusu Kontrolerów.
Z dniem 30 kwietnia 1931 roku został przeniesiony w stan nieczynny na okres 12 miesięcy i rozpoczął pracę w Najwyższej Izbie Kontroli początkowo, jako naczelnik Wydziału Personalnego, a następnie (1932) wiceprezes. Z dniem 30 kwietnia 1932 roku został przeniesiony do rezerwy z równoczesnym przeniesieniem z korpusu oficerów kontrolerów do korpusu oficerów audytorów. Po wybuchu wojny wraz z władzami polskimi znalazł się w Rumunii; na emigracji kontynuował pracę w NIK, ale jako niepopularny urzędnik, uważany za człowieka sanacji został zdegradowany do stanowiska referenta. Po ewakuacji władz emigracyjnych do Wielkiej Brytanii (czerwiec 1940) pozostawał jeszcze dwa lata we Francji, dopiero latem 1942 znalazł się w Londynie; wkrótce mianowany członkiem Kolegium NIK, 1 marca 1949 roku został ponownie wiceprezesem.
1 maja 1949 roku, po przejściu dotychczasowego prezesa NIK, Tadeusza Tomaszewskiego na stanowisko premiera rządu emigracyjnego, został wyznaczony na stanowisko kierownika NIK. 23 października 1950 roku Prezydent RP, August Zaleski mianował go prezesem NIK. Prezesurę emigracyjnej NIK sprawował do końca życia.

## Ordery i odznaczenia
- Wielka Wstęga Orderu Odrodzenia Polski (11 listopada 1962)[2]
- Złoty Krzyż Zasługi (dwukrotnie: 10 listopada 1928[3], 10 listopada 1938[4])